# Hrvoje Ćustić
Hrvoje Ćustić (* 21. Oktober 1983 in Zadar; † 3. April 2008 ebenda) war ein kroatischer Fußballspieler.

## Karriere
Am Anfang seiner Profikarriere spielte Ćustić 2000 bis 2005 für seinen Jugendverein NK Zadar. Nachdem der Verein 2005 in die 2. HNL abgestiegen war, wechselte er zum NK Zagreb und spielte dort in den folgenden zwei Jahren Erstliga-Fußball. Im Sommer 2007 kehrte er nach Zadar zurück, nachdem der Verein wieder in die 1. HNL aufgestiegen war, und unterschrieb dort einen Vertrag bis 2011. Für die kroatische U-21-Nationalmannschaft absolvierte er von 2004 bis 2005 sieben Länderspiele.
Am 29. März 2008 erlitt der Flügelstürmer im Punktspiel gegen Cibalia Vinkovci schwere Kopfverletzungen, als er nach einem Kampf um den Ball an der Seitenauslinie mit dem Kopf gegen eine Mauer prallte und sich dabei Gehirnblutungen zuzog. Fünf Tage darauf erlag er diesen Verletzungen.